# Martín Aguirrezabala
Martín Aguirrezabala (nacido en 1961), Ingeniero agrónomo y político uruguayo perteneciente al Partido Colorado.

## Biografía
Graduado como ingeniero agrónomo en la Universidad de la República.
Militante de la Lista 15, durante la presidencia de Jorge Batlle Ibáñez fue primero Subsecretario de Ganadería, Agricultura y Pesca con el nacionalista Gonzalo González Fernández; entre el 3 de julio de 2003 y el 1 de marzo de 2005 ocupó la titularidad de dicha cartera.
En 2008 fundó el Movimiento 15 de mayo y lanzó su precandidatura para las elecciones internas de 2009. Aunque finalmente dio un paso al costado.
En las elecciones presidenciales de Uruguay de 2009, presentó su propia plancha, "Acá y ahora".

## Documental
- Aguirrezabala es una figura entrevistada en el documental de 2024 Jorge Batlle: entre el cielo y el infierno, dirigido por Federico Lemos.